# NGC 7593
NGC 7593 је спирална галаксија у сазвежђу Пегаз која се налази на NGC листи објеката дубоког неба.
Деклинација објекта је + 11° 20' 56" а ректасцензија 23h 17m 56,9s. Привидна величина (магнитуда) објекта NGC 7593 износи 13,5 а фотографска магнитуда 14,3. Налази се на удаљености од 55,498 милиона парсека од Сунца. NGC 7593 је још познат и под ознакама UGC 12483, MCG 2-59-20, CGCG 431-35, KUG 2315+110, IRAS 23154+1104, PGC 70981.